# Max von Sydow
Max von Sydow, nascut Carl Adolf von Sydow (Lund, Escània, Suècia, 10 d'abril de 1929 - París, França, 8 de març de 2020) fou un actor suec. Va col·laborar amb el director de cinema Ingmar Bergman en una dotzena de pel·lícules, i va treballar en produccions en diversos idiomes. Va estar nominat a l'Oscar al millor actor pel seu paper a Pelle, el conqueridor. L'actor, que quan es va enamorar de la francesa Catherine Brelet (amb qui estigué casat i tingué dos fills) va traslladar-se a viure a França, va perdre la nacionalitat sueca en adquirir la francesa l'any 2002.

## Biografia

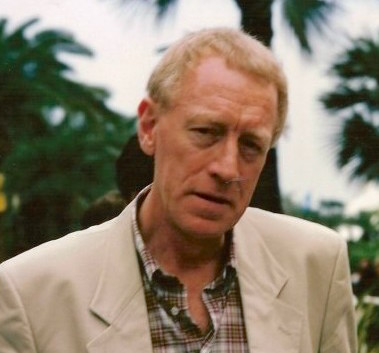
Max von Sydow al festival de Canes de 1990.

Va créixer en una família de Lund. El seu pare, Carl Wilhelm von Sydow, era etnòleg i professor d'irlandès; la seva mare, la baronesa Greta, nascuda Rappe, era institutriu. Va aprendre anglès i alemany als nou anys, i, a més de suec, parlava també francès, italià, castellà, danès i noruec. A l'escola, va formar amb alguns amics un grup de teatre amateur, i així va començar la seva carrera d'actor.
El 1951 es va casar amb l'actriu Kerstin Olin, amb qui va tenir dos fills, Claes i Henrik. Aquests van aparèixer amb ell a la pel·lícula Hawai. Es va divorciar d'Olin el 26 de febrer de 1979. Visqué després amb la seva segona dona, Catherine Brelet (de qui va adoptar els seus 2 fills, Yvan i Cédric), a París, on llegia, escoltava música i feia de jardiner.
El 1973, va interpretar el paper d'un sacerdot exorcista en la pel·lícula L'exorcista, on semblava tenir més de 80 anys, tot i que, en realitat, en el moment del rodatge no tenia més de 43 anys.
El 1975, va escollir interpretar l'assassí a sou, fred i oportunista, que ha d'abatre «el Condor» (Robert Redford) en la pel·lícula Els tres dies del Còndor de Sydney Pollack. El seu paper reforçava el de Redford i l'atmosfera opressiva que pesava sobre la pel·lícula.
L'abril de 1997, es va casar amb la documentalista francesa Catherine Brelet a la Provença.
El 2008 va rodar sota la direcció de Francis Huster, al costat de Jean-Paul Belmondo i Hafsia Herzi, la pel·lícula Un home i el seu gos.
Obtingué la ciutadania francesa l'any 2002 i Thierry Frémaux li va donar les Insignies de Chevalier de l'Ordre Nacional de la Legió d'Honor en el Festival Lumière el 17 d'octubre de 2012.
Devia la seva notorietat en la història del cinema principalment al començament de la seva carrera, gràcies a Ingmar Bergman, de qui va ser un dels actors fetitxe, sobretot en El setè segell, on encarnava un cavaller existencial del segle xiv de retorn de les croades en plena epidèmia de pesta, i que es juga la seva vida als escacs amb la Mort.
La seva notorietat li va obrir les portes de les cinematografies europees, després Hollywood. Envellint, el seu físic no va perdre res del seu aspecte turmentat, en pel·lícules com La mort en directe de Bertrand Tavernier el 1980 o Pelle, el conqueridor de Bille August el 1987.
Va declarar que no tenia cap intenció de jubilar-se mentre trobés papers interessants.

## Filmografia
Max von Sydow va aparèixer en les següents pel·lícules i sèries de televisió:
| Any  | Títol                                                                          | Personatge                                 | Notes                                                                                               |
| ---- | ------------------------------------------------------------------------------ | ------------------------------------------ | --------------------------------------------------------------------------------------------------- |
| 1949 | Bara en mor                                                                    | Nils                                       | |
| 1951 | Fröken Julie                                                                   | Hand                                       | |
| 1953 | Ingen mans kvinna                                                              | Olaf                                       | |
| 1956 | Rätten att älska                                                               | Bergman                                    | |
| 1957 | Herr Sleeman kommer                                                            | The Hunter                                 | Televisió                                                                                           |
| 1957 | El setè segell (Det sjunde inseglet)                                           | Antonius Block                             | |
| 1957 | Maduixes silvestres (Smultronstället)                                          | Henrik Åkerman                             | |
| 1958 | Nära livet                                                                     | Harry Andersson                            | |
| 1958 | Rabies                                                                         | Bo Stensson Svenningson                    | |
| 1958 | Ansiktet                                                                       | Albert Emanuel Vogler                      | |
| 1960 | La font de la donzella (Jungfrukällan)                                         | Töre                                       | |
| 1960 | Bröllopsdagen                                                                  | Anders Frost                               | |
| 1961 | Såsom i en spegel                                                              | Martin                                     | |
| 1962 | Nils Holgerssons underbara resa                                                | El pare                                    | |
| 1962 | Älskarinnan                                                                    | Married Man                                | |
| 1963 | Els combregants (Nattvardsgästerna)                                            | Jonas Persson                              | |
| 1965 | 4 x 4                                                                          | Kvist                                      | (segment "Uppehåll i myrlandet")                                                                    |
| 1965 | The Reward                                                                     | Scott Swenson                              | |
| 1965 | The Greatest Story Ever Told                                                   | Jesús de Natzaret                          | |
| 1966 | Conspiració a Berlin (The Quiller Memorandum)                                  | Oktober                                    | |
| 1966 | Hawai (Hawaii)                                                                 | Rev. Abner Hale                            | Nominat − Globus d'Or al millor actor dramàtic                                                      |
| 1966 | Här har du ditt liv                                                            | Smålands-Pelle                             | |
| 1967 | The Diary of Anne Frank                                                        | Otto Frank                                 | Televisió                                                                                           |
| 1968 | Vargtimmen                                                                     | Johan Borg                                 | |
| 1968 | Svarta palmkronor                                                              | Gustav Olofsson                            | |
| 1968 | Skammen                                                                        | Jan Rosenberg                              | |
| 1969 | Made in Sweden                                                                 | Magnus Rud                                 | |
| 1969 | Passió (En passion)                                                            | Andreas Winkelman                          | |
| 1970 | La carta del Kremlin (The Kremlin Letter)                                      | Coronel Kosnov                             | |
| 1971 | El visitant nocturn (Papegojan)                                                | Salem                                      | |
| 1971 | Utvandrarna                                                                    | Karl Oskar                                 | |
| 1971 | Äppelkriget                                                                    | Roy Lindberg                               | |
| 1971 | Beröringen                                                                     | Andreas Vergerus                           | |
| 1972 | Embassy                                                                        | Gorenko                                    | |
| 1972 | Nybyggarna                                                                     | Karl Oskar                                 | |
| 1973 | L'exorcista (The Exorcist)                                                     | Pare Lankester Merrin                      | Nominat − Globus d'Or al millor actor secundari                                                     |
| 1974 | Steppenwolf                                                                    | Harry Haller                               | |
| 1975 | Ägget är löst!                                                                 | Pare                                       | |
| 1975 | Le Miroir éclate                                                               | Matthew Lawrence                           | |
| 1975 | Els tres dies del Còndor (Three Days of the Condor)                            | G. Joubert                                 | |
| 1975 | The Ultimate Warrior                                                           | Baron                                      | |
| 1976 | Cuore di cane                                                                  | Professor Filipp Filippovich Preobrazenski | |
| 1976 | El viatge dels maleïts (Voyage of the Damned)                                  | Captain Schroeder                          | |
| 1976 | El desert dels tàrtars (Il deserto dei Tartari)                                | Hortiz                                     | |
| 1976 | Foxtrot                                                                        | Larsen                                     | |
| 1976 | Excel·lentíssims cadàvers (Cadaveri eccellenti)                                | Supreme Court's President                  | |
| 1977 | Marxar o morir (March or Die)                                                  | François Marneau                           | |
| 1977 | L'exorcista 2: L'heretge (Exorcist II: The Heretic)                            | Pare Lankester Merrin                      | |
| 1978 | Brass Target                                                                   | Shelley                                    | |
| 1979 | Hurricane                                                                      | Dr. Danielsson                             | |
| 1980 | La Mort en direct                                                              | Gerald Mortenhoe                           | |
| 1980 | Flash Gordon                                                                   | The Emperor Ming / Ming's Floating Servant | Nominat − Premi Saturn al millor actor secundari                                                    |
| 1981 | Evasió o victòria (Escape to Victory)                                          | Major Karl Von Steiner—The Germans         | |
| 1982 | Ingenjör Andrées luftfärd                                                      | Salomon August Andrée                      | Copa Pasinetti Cup al millor actor al Festival Internacional de Cinema de Venècia                   |
| 1982 | Conan el Bàrbar (Conan the Barbarian)                                          | King Osric                                 | |
| 1983 | Strange Brew                                                                   | Brewmeister Smith                          | |
| 1983 | Mai diguis mai més (Never Say Never Again)                                     | Ernst Stavro Blofeld                       | Pel·lícula no oficial de James Bond                                                                 |
| 1984 | Dreamscape                                                                     | Doctor Paul Novotny                        | |
| 1984 | Samson and Delilah                                                             | Sidka                                      | Televisió                                                                                           |
| 1984 | The Soldier's Tale                                                             | El Dimoni                                  | |
| 1984 | Dune                                                                           | Doctor Kynes                               | |
| 1985 | Code Name: Emerald                                                             | Jurgen Brausch                             | |
| 1985 | Cristoforo Colombo                                                             | Rei Joan de Portugal                       | Minisèrie de televisió                                                                              |
| 1985 | The Last Place on Earth                                                        | Fridtjof Nansen                            | Minisèrie de televisió                                                                              |
| 1985 | Kojak: The Belarus File                                                        | Peter Barak                                | Televisió                                                                                           |
| 1985 | Quo Vadis?                                                                     | Apòstol Pere                               | Minisèrie de televisió                                                                              |
| 1985 | Il pentito                                                                     | Spinola                                    | |
| 1986 | Duet for One                                                                   | Dr. Louis Feldman                          | |
| 1986 | Hannah i les seves germanes (Hannah and Her Sisters)                           | Frederick                                  | |
| 1986 | The Second Victory                                                             | Dr. Huber                                  | |
| 1986 | Oviri                                                                          | August Strindberg                          | |
| 1987 | Pelle, el conqueridor (Pelle erobreren)                                        | Lassefar                                   | Premi Bodil al millor actor Premi de Cinema Europeu al millor actor Nominat − Oscar al millor actor |
| 1988 | Ved vejen                                                                      |                                            | N'és també el director                                                                              |
| 1989 | Red King, White Knight                                                         | Szaz                                       | Nominat − Primetime Emmy al millor actor secundari de minisèrie o televisió                         |
| 1989 | Caçafantasmes 2 (Ghostbusters II)                                              | Vigo the Carpathian                        | Veu, dubbed Veu                                                                                     |
| 1990 | Una vida violenta (Una vita scellerata)                                        | Papa Climent VII                           | |
| 1990 | Hiroshima: Out of the Ashes                                                    | Pare Siemes                                | Televisió                                                                                           |
| 1990 | Father                                                                         | Joe Mueller                                | |
| 1990 | Despertar (Awakenings)                                                         | Dr. Peter Ingham                           | |
| 1991 | Oxen                                                                           | Vicari                                     | |
| 1991 | Bis ans Ende der Welt                                                          | Henry Farber                               | |
| 1991 | Europa                                                                         | Narrador                                   | (Veu)                                                                                               |
| 1991 | A Kiss Before Dying                                                            | Thor Carlsson                              | |
| 1991 | Mio caro dottor Gräsler                                                        | Von Schleheim                              | |
| 1992 | Les millors intencions (Den goda viljan)                                       | Johan Åkerblom, pare d'Anna                | Millor actor al Festival de Cinema Internacional de Tòquio                                          |
| 1993 | Och ge oss skuggorna                                                           | Eugene O'Neill                             | Televisió                                                                                           |
| 1993 | La botiga (Needful Things)                                                     | Leland Gaunt                               | Nominat − Premi Saturn al millor actor                                                              |
| 1994 | Time Is Money                                                                  | Joe Kaufman                                | Millor actor al Festival de Cinema Internacional de Karlovy Vary                                    |
| 1995 | Ciutadà X (Citizen X)                                                          | Dr. Alexandr Bukhanovsky                   | Televisió                                                                                           |
| 1995 | Jutge Dredd (Judge Dredd)                                                      | Judge Fargo                                | |
| 1996 | Converses privades (Enskilda samtal)                                           | Jacob                                      | Televisió                                                                                           |
| 1996 | Samson and Delilah                                                             | Narrador                                   | Televisió (Veu)                                                                                     |
| 1996 | Hamsun                                                                         | Knut Hamsun                                | |
| 1997 | Solomon                                                                        | David                                      | Televisió                                                                                           |
| 1997 | La principessa e il povero                                                     | Epos                                       | Televisió                                                                                           |
| 1997 | Hostile Waters                                                                 | Almirall Chernavin                         | Televisió                                                                                           |
| 1998 | Més enllà dels somnis (What Dreams May Come)                                   | The Tracker                                | |
| 1999 | Snow Falling on Cedars                                                         | Nels Gudmundsson                           | |
| 2000 | Nuremberg                                                                      | Samuel Rosenman                            | Minisèrie de televisió                                                                              |
| 2001 | Intacto                                                                        | Samuel                                     | |
| 2001 | Druides (Vercingétorix : La Légende du druide roi)                             | Guttuart                                   | |
| 2001 | Non ho sonno                                                                   | Ulisse Moretti                             | |
| 2002 | Minority Report                                                                | Director Lamar Burgess                     | Nominat − Premi Saturn al millor actor secundari                                                    |
| 2004 | Die Nibelungen                                                                 | Eyvind                                     | Televisió                                                                                           |
| 2005 | Heidi                                                                          | Oncle Alp                                  | |
| 2006 | L'inchiesta                                                                    | Tiberius                                   | |
| 2007 | Hora punta 3 (Rush Hour 3)                                                     | Reynard                                    | |
| 2007 | Emotional Arithmetic                                                           | Jakob Bronski                              | |
| 2007 | L'escafandre i la papallona (Le Scaphandre et le Papillon)                     | Papinou                                    | |
| 2009 | The Tudors                                                                     | Cardenal Von Walburg                       | Sèrie de televisió (4 episodis)                                                                     |
| 2009 | Solomon Kane                                                                   | Josiah Kane                                | |
| 2010 | Shutter Island                                                                 | Dr. Jeremiah Naehring                      | |
| 2010 | Robin Hood                                                                     | Sir Walter Loxley                          | |
| 2010 | L'home llop (The Wolfman) (Extended Cut)                                       | Home del tren amb bastó de plata           | No surt als crèdits                                                                                 |
| 2011 | Truth & Treason                                                                | Frank Fikeis                               | |
| 2011 | The Elder Scrolls V: Skyrim                                                    | Esbern                                     | Veu                                                                                                 |
| 2011 | Tan fort i tan a prop (Extremely Loud and Incredibly Close)                    | Esbern                                     | Nominat − Oscar al millor actor secundari                                                           |
| 2012 | Branded                                                                        | Gurú de màrqueting                         | |
| 2013 | Dragons 3D                                                                     | Dr Alistair Conis                          | |
| 2014 | Els Simpson (The Simpsons)                                                     | Claus Sigler                               | Sèrie de televisió. 1 episodi (veu)                                                                 |
| 2015 | The Letters                                                                    | Pare Celeste van Exem                      | |
| 2015 | Star Wars episodi VII: El despertar de la força (Star Wars: The Force Awakens) | Lor San Tekka                              | |
| 2016 | Les Premiers, les Derniers                                                     | The Undertaker                             | |
| 2016 | Game of Thrones                                                                | Three-eyed Raven                           | Sèrie de televisió. 3 episodis                                                                      |
| 2018 | Kursk                                                                          | Vladimir Petrenko                          | |
| 2021 | Kalavryta 1943                                                                 | Nikolas Andreou                            | estrena pòstuma                                                                                     |

## Guardons

### Premis
- 1962: Fotogramas de Plata per El setè segell[8]
- 1987: Guldbagge al millor actor per Pelle, el conqueridor[9]
- 1988: Guldbagge al millor director per Katinka[9]
- 1996: Guldbagge al millor actor per Hamsun[9]

### Nominacions
- 1967: Globus d'Or al millor actor dramàtic per Hawai[10]
- 1974: Globus d'Or al millor actor secundari per L'exorcista[11]
- 1989: Oscar al millor actor per Pelle, el conqueridor[9]
- 1990: Primetime Emmy al millor actor en minisèrie o telefilm per Red King, White Knight[12]
- 2012: Oscar al millor actor secundari per Tan fort i tan a prop[13]